# Olga García Riquelme
Olga García Riquelme (Santa Cruz de Tenerife, 1920-2012) va ser doctora en ciències i professora d'investigació a l'Institut d'Òptica del Consell Superior d'Investigacions Científiques CSIC.
Es va especialitzar en l'obtenció i anàlisi d'espectres atòmics amb interés astrofísic i en càlculs teòrics de configuracions atómiques. Es va formar a l'Institut de física de la Universitat de Lund (Suècia) i al Centre Nacional de la Recerca Científica de Bellevue. Col·laborà amb organismes estrangers com ara el National Bureau of Standards (EUA), l'Observatori de Meudon (França) o el Laboratori d'Espectroscopia de la Comissió d'Energia Nuclear d'Israel a Soreq; estudiant els espectres atòmics i les seves configuracions electròniques d'elements com el manganès (Mn I i Mn III), el níquel (Ni III i Ni IV), el vanadi II o el tungstè IV.
Va morir el dia 15 d'agost del 2012, als 92 anys, a Santa Cruz de Tenerife.